# John Augustine Collins

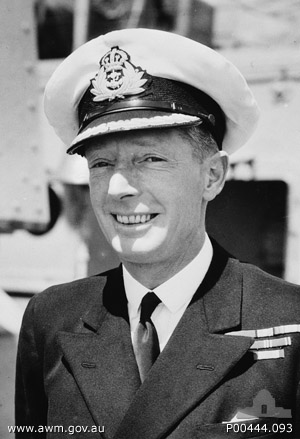
John Collins

Sir John Augustine Collins (* 7. Januar 1899 in Deloraine bei Westbury, Australien; † 3. September 1989 in Sydney, Australien) war ein australischer Marineoffizier im Zweiten Weltkrieg. Er war zwischen 1948 und 1955 der Oberbefehlshaber der Australischen Marine.

## Leben
Mit 14 Jahren begann Collins seine militärische Ausbildung an der kurz zuvor gegründeten Königlich Australischen Marineakademie HMAS Creswell im Jervis Bay Territorium in New South Wales. Er gehörte zu den ersten Kadetten der Einrichtung. Ein weiterer Absolvent seines Jahrgangs war der spätere Konteradmiral Harold Farncomb. Im Januar 1917 erreichte John Collins den Rang eines Seekadetten und wurde im Ersten Weltkrieg eingesetzt.
Zwischen den Weltkriegen stieg er in der militärischen Hierarchie kontinuierlich auf. Er erreichte die Position des Chefs der Militärischen Aufklärung im Generalstab der australischen Marine.
In den ersten zwei Jahren des Zweiten Weltkrieges befehligte Collins den Leichten Kreuzer HMAS Sydney im Mittelmeer. Unter dem Kommando von John Collins versenkte das australische Kriegsschiff im Juli 1941 den modernen italienischen Leichten Kreuzer Bartolomeo Colleoni, wobei 121 italienische Seeleute den Tod fanden. Collins wurde von der Sydney versetzt, einige Monate bevor diese im November 1941 sank. Am 19. November 1941 versenkte der deutsche Hilfskreuzer Kormoran die Sydney im Indischen Ozean. Die gesamte Besatzung von 645 Mann ging verloren.
Im Jahre 1943 befehligte Collins den Schweren Kreuzer HMAS Shropshire. Der Kreuzer nahm unter dem Kommando von Collins an den Kämpfen um Bougainville, um die Admiralitätsinseln, um Hollandia in Niederländisch-Neuguinea und der alliierten Landung in Neubritannien teil.
Anschließend erhielt Collins das Kommando über die gemeinsam mit der US-Navy aufgestellte Task Force 74. Sein Flaggschiff war die Australia. Während der See- und Luftschlacht im Golf von Leyte wurde die Australia am 21. Oktober 1944 das erste Opfer eines japanischen Kamikaze-Angriffes. Zu den 30 australischen Todesopfern zählte auch der Kommandant des Kreuzers Captain Emile Dechaineux. Collins erlitt schwere Verletzungen, weshalb er seinen Dienst erst im Juli 1945 wieder antreten konnte.
Vizeadmiral John Collins war der offizielle Vertreter der Königlich Australischen Marine bei der Unterzeichnung der Kapitulationsurkunde Japans am 2. September 1945 in der Bucht von Tokio auf dem Schlachtschiff Missouri.
Zwischen 1948 und 1955 war John Collins Oberbefehlshaber der australischen Marine. Nach dem Ende seiner militärischen Laufbahn wurde Collins als australischer Hochkommissar nach Neuseeland beordert. Er diente in dieser Funktion zwischen 1956 und 1962.

## Ehrungen
Ihm wurden folgende Orden und Ehrenzeichen verliehen:
- Knight Commander des Order of the British Empire (1951)
- Companion des Order of the Bath (1940)
- Mentioned in Despatches (1942)
- Kommandeur des niederländischen Orden von Oranien-Nassau (1942)
- Officer der US-amerikanischen Legion of Merit

Die australische Marine ehrt ihren ehemaligen Oberkommandeur mit der Benennung ihrer derzeit modernsten U-Boot-Klasse. Das Typschiff der Collins-Klasse lief am 28. August 1993 vom Stapel und wurde von der Witwe des Admirals auf den Namen HMAS Collins getauft.